# 495 км (зупинний пункт)
495 км — пасажирська зупинна залізнична платформа Лиманської дирекції Донецької залізниці.
Розташована у с. Андріївка, Бахмутський район, Донецької області. Платформа розташована на лінії Лиман — Микитівка між станціями Курдюмівка (5 км) та Бахмут (11 км).
Через бойові дії рух приміських та пасажирських поїздів на даній ділянці припинено.